# 충청북도 광역119특수구조단
충청북도 광역119특수구조단(忠淸北道 光域119特殊救助團)은 충청북도내에서 발생하는 특수재난에 대응하기 위해 충청북도 소방본부 산하에 설치된 특수구조단이다.
특수구조단장은 소방정으로 보한다.

## 연혁
- 2005년 6월 9일: 충청북도 소방항공대 설치
- 2017년 9월 11일: 충청북도 광역119특수구조단으로 변경

## 조직
- 특수재난구조대
- 수난구조대
- 항공구조구급대

## 항공장비
자체 식별번호는 CB(Chungbuk)를 사용한다.

### 운용중

충북소방 BK117

- BK117 1기 (HL9457, CB001)[4]: 2005년 배치[1]

## 같이 보기
- 대한민국 소방청
- 대한민국의 소방
- 소방관 계급